# Antropologia simbolica
L'antropologia simbolica è una etnoscienza, ramo dell'antropologia culturale che esamina segni e comportamenti per identificarne le fonti e la loro interazione nella logica delle aggregazioni sociali.

## Sviluppo
Nasce come specializzazione sui simboli nella seconda metà del XX secolo, attraverso le ricerche di autori quali Victor Turner e Clifford Geertz. Lo sviluppo di questa scienza è avvenuta con le esperienze dell'antropologia cognitiva e strutturalista, di autori quali Claude Lévi-Strauss, e della ricerca etnografica sviluppata da Bronisław Malinowski.